# Chocósirystestiran
De chocósirystestiran (Sirystes albogriseus) is een zangvogel uit de familie Tyrannidae (tirannen).

## Verspreiding en leefgebied
Deze soort komt voor in Panama, noordwestelijk Colombia en noordwestelijk Ecuador.

## Status
De grootte van de populatie is in 2019 geschat op 20.000-50.000 volwassen vogels. Op de Rode lijst van de IUCN heeft deze soort de status niet bedreigd.